# Krzyworzeka (dopływ Raby)
Krzyworzeka – potok będący prawym dopływem Raby. Długość całkowita 18 km, ujście do Raby w okolicach wsi Stadniki (56 km biegu Raby). Powierzchnia zlewni przy ujściu wynosi 80,2 km². Najważniejszymi dopływami są: Kobielnik,  Olszanica, Lipnik i Potok na Padoły.
Krzyworzeka bierze swój początek na wysokości około 500 m we wsi Wierzbanowa, na północnym stoku Wierzbanowskiej Góry. Początkowo płynie w kierunku północno-wschodnim, następnie północnym, cały czas wzdłuż drogi wojewódzkiej nr 964 przez miejscowości Wiśniowa, Poznachowice Dolne, Czasław, by tuż przed Dobczycami odbić w prawo, w kierunku Stadnik. Na znacznym odcinku biegu rzeki brzegi są zadrzewione. Uchodzi do Raby na wysokości ok. 230 m n.p.m.
Charakterystyczną cechą ujścia Krzyworzeki są szerokie, kamieniste plaże (łączące się z plażami Raby) i wąskie koryto.
Mimo zanieczyszczeń rolniczych (III klasa czystości) rzeka ma znaczenie turystyczne (na całym odcinku kamieniste koryto i plaże). W wodach rzeki występuje na niektórych odcinkach rak rzeczny.
Cały bieg i cała zlewnia Krzyworzeki znajduje się na obszarze powiatu myślenickiego w województwie małopolskim (górna część należy do gminy Wiśniowa, środkowa do gminy Raciechowice, dolna do gminy Dobczyce). Pod względem geograficznym Krzyworzeka płynie przez Beskid Wyspowy (górna część) oraz Pogórze Wiśnickie (środkowa i dolna część). Od wschodniej strony zbocza doliny Krzyworzeki tworzy pasmo Ciecienia – najdalej na północ wysunięte pasmo Beskidu Wyspowego, od strony zachodniej również należące do Beskidu Wyspowego wzniesienia Lubomira i Kamiennika Południowego i Północnego oraz należące do Pogórza Wiśnickiego Pasmo Glichowca.

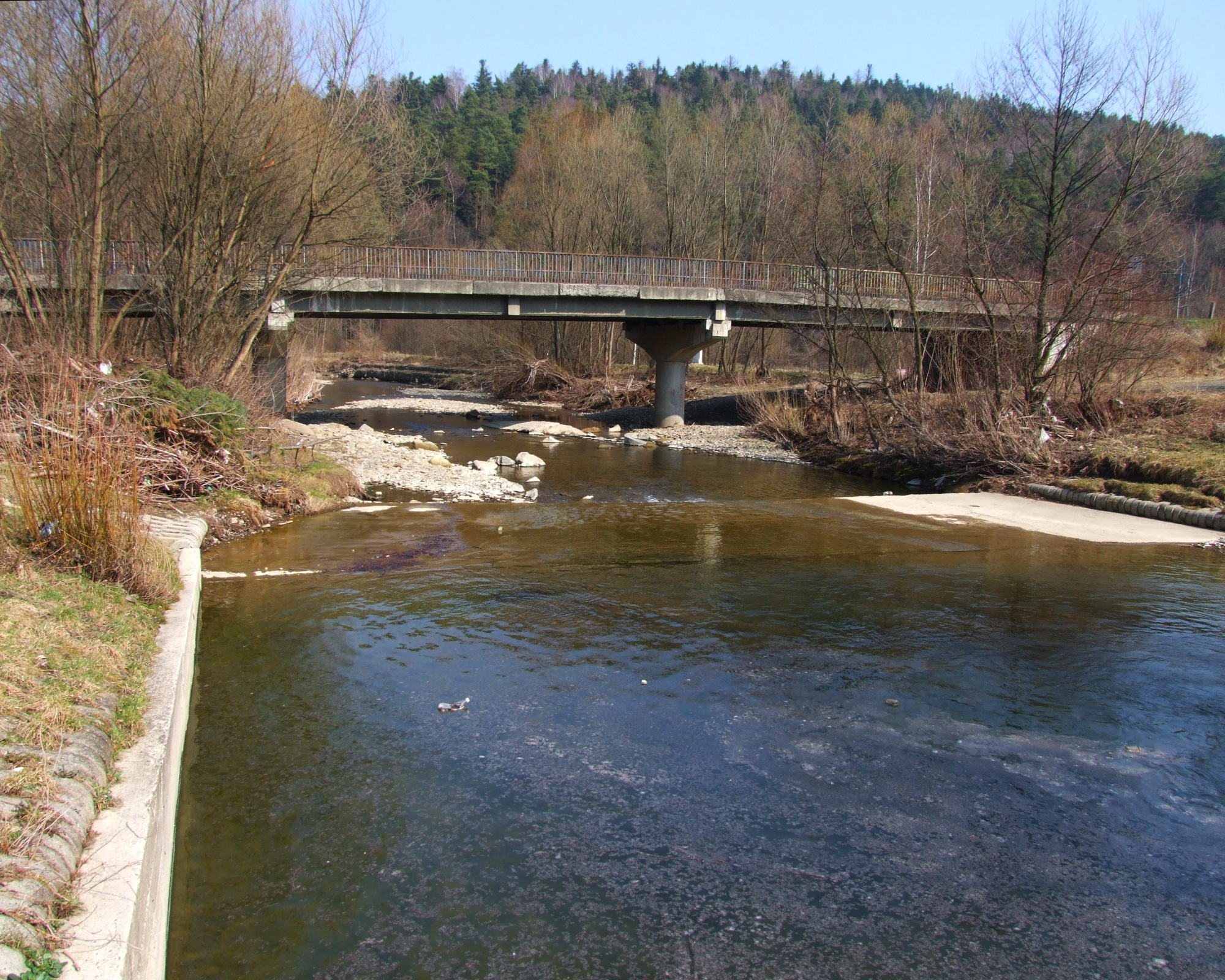
Krzyworzeka w Czasławiu